# Кищинский, Александр Александрович
Александр Александрович Кищинский (1937, Москва — 1980, там же) — советский орнитолог.

## Биография
Сын «врага народа», он никогда не знал репрессированного отца. Отец — Александр Семёнович Кищинский, работал старшим инженером в Управлении ШОСДОРЛага, по приговору Военной Коллегии Верховного Суда расстрелян 1 сентября 1938 года. Заботы о воспитании Александра легли на его мать. Рано начал читать и интересоваться птицами, рос вундеркиндом, учась в школе, был на несколько лет младше своих одноклассников. В 1947 приказом министра за успехи в учёбе ему была присвоена специальная стипендия. Окончил школу с золотой медалью.
С 1953 студент биолого-почвенного факультета МГУ, вошёл в кружок орнитологической молодежи при Зоологическом музее МГУ. В 1955—1956 проходил производственную практику на Кольском полуострове, где изучал биологию кречета. Подробную статью по итогам этой практики поместил в первом выпуске сборника «Орнитология».
С 1957 начал работать. По его инициативе была создана Южная орнитологическая станция. Участвовал в обширной экспедиции на Камчатку, где изучал птиц Корякского нагорья и связь авифауны с ландшафтом. С 1962 аспирант в Ленинграде. Научным руководителем был  профессор Л. А. Портенко. В 1966 защитил кандидатскую диссертацию на тему "Фауна наземных позвоночных Колымского нагорья". После этого вернулся в Москву.
Был приглашённым куратором части орнитологической коллекции Зоологического музея МГУ и имел там постоянное рабочее место, передавал в Зоомузей собранные
в экспедициях коллекции.
Участвовал в биологических экспедициях на арктические острова, Чукотку, Ямал. В 1975 опубликовал небольшую, но ценную монографию по белому медведю. В 1977 посетил Аляску.
В 1978—1980, будучи начальником орнитологического отряда советско-монгольской экспедиции обследовал труднодоступные районы Монголии, собрав большой материал по птицам этих мест.
В июле 1980 вернулся из экспедиции в Монголию тяжело больным. В сентябре того же года скончался. Докторская диссертация, защищенная А. А. Кищинским в 1979 («Пространственные и экологические связи авифауны Северо-Восточной Азии»), была опубликована посмертно из-за её научной ценности.
А. А. Кищинского в научном сообществе помнят и в наши дни
Учёный читал на нескольких европейских языках, отлично знал английский. Был эрудитом и опытным полевиком.

## Труды
- «К биологии кречета на Кольском полуострове»
- монография «Птицы Колымского нагорья» (1968)
- монография «Птицы Корякского нагорья» (1980)
- монография «Орнитофауна северо-востока Азии» (1988)

## Память
В 2018 году в честь А. А. Кищинского российскими палеонтологами Н. В. Волковой и Н. В. Зеленковым описан новый род вымерших воробьиных птиц Kischinskinia